# STS-117
STS-117は、国際宇宙ステーション（ISS）組立てミッション（13A）のために、2007年6月に15日間に亘ってスペースシャトルアトランティスによって行われた有人宇宙飛行である。
ミッション内容は、ISSのS3/S4トラスの取り付けおよび長期滞在クルーの交代であった。

## 搭乗員
- フレドリック・スターカウ (3) - 船長 - NASA
- リー・アーシャムボウ (1) - 操縦士 - NASA
- パトリック・フォレスター（英語版） (2) - ミッションスペシャリスト(MS)1 - NASA
- スティーブン・スワンソン（英語版） (1) - MS2 - NASA
- ジョン・オリバース（英語版） (1) - MS3 - NASA
- ジェームズ・レイリー2世（英語版） (3) - MS4 - NASA

### 打ち上げられる長期滞在員
- クレイトン・アンダーソン(1) - MS5 - NASA

### 帰還する長期滞在員
- スニータ・ウィリアムズ(1) - MS5 - NASA

括弧内の数字は今回も含めた宇宙飛行の回数である。

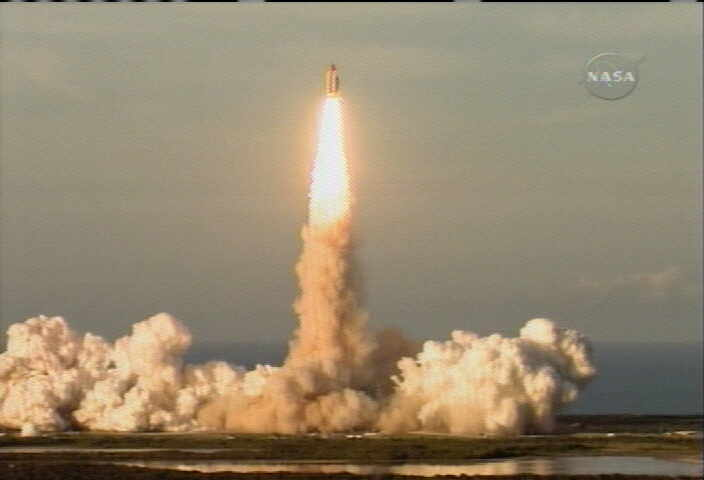
アトランティス号打ち上げ